# Остров (Карловарски край)
Вижте пояснителната страница за други значения на Остров.
Остров (на чешки: Ostrov; на немски: Schlackenwerth) е град в Карловарски край, Чехия.

## Демография
| Година    | 1970   | 1980   | 1991   | 2001   | 2003   |
| --------- | ------ | ------ | ------ | ------ | ------ |
| Население | 18 519 | 19 450 | 17 872 | 17 451 | 17 206 |

Виж: www.czso.cz

## Местни части
- Арнолдов (Arnoldov)
- Долни Ждар (Dolní Žďár)
- Ханушов (Hanušov)
- Хлубоки (Hluboký)
- Хорни Ждар (Horní Žďár)
- Кфели (Kfely)
- Клиетнова (Květnová)
- Литицов (Liticov)
- Маролтов (Maroltov)
- Моржичов (Mořičov)
- Остров (Ostrov)
- Викманов (Vykmanov)

## Галерия
- Дом на културата
- Стрария град
- Летен замък
- Интериор на църква „св. Михаил“